# Wahlen zum Repräsentantenhaus der Vereinigten Staaten 2022

Situation vor den Wahlen für das Repräsentantenhaus:
Demokratischer Amtsinhaber tritt erneut an
Demokratischer Amtsinhaber tritt nicht erneut an
Republikanischer Amtsinhaber tritt erneut an
Republikanischer Amtsinhaber tritt nicht erneut an
Neue Wahlbezirke; kein Amtsinhaber
Demokratischer und Republikanischer Amtsinhaber kandidieren gegeneinander.

Bei den Wahlen zum Repräsentantenhaus der Vereinigten Staaten 2022 am 8. November 2022 wurde über die Zusammensetzung der unteren Kammer des Kongresses der Vereinigten Staaten entschieden.
Die US-Wahlen 2022 fanden in der Mitte von Joe Bidens erster Amtszeit statt, man spricht deshalb auch von einer Midterm election, also einer Halbzeitwahl. Dabei standen alle 435 Sitze des Repräsentantenhauses zur Wahl. Die Abgeordneten wurden per Direktwahl in ihrem Kongresswahlbezirk für zwei Jahre, also für den 118. Kongress der Vereinigten Staaten, gewählt. Diese Wahlen waren die ersten, bei denen die Sitzverteilung nach Staaten gemäß der Volkszählung 2020 verwendet wurde. Deshalb wurden die Wahlbezirke soweit nötig neu zugeschnitten.
Am 16. November 2022 erreichten die Republikaner nach Auszählung der meisten Stimmen bzw. Wahlbezirke eine Mehrheit im Repräsentantenhaus. Mit Abschluss der Neuauszählung der Stimmen im 3. Kongresswahlbezirk von Colorado am 12. Dezember 2022 lag das Endergebnis der Wahlen vor: Die Republikaner konnten 222 Sitze gewinnen (+9), die Demokraten 213 (−9).
Nach den Wahlen starb der wiedergewählte Demokrat im 4. Kongresswahlbezirk von Virginia, weshalb am 21. Februar 2023 eine Sonderwahl abgehalten werden muss. Der Bezirk gilt aber als stark demokratisch, daher wird es auch in diesem Bezirk bzw. bundesweit vermutlich keine Änderungen bei der Zusammensetzung des neuen Repräsentantenhauses geben.
Die Amtsperiode des neuen 118. Kongresses startete am 3. Januar 2023.

## Ausgangslage
Die Demokraten hatten seit den Wahlen zum Repräsentantenhaus der Vereinigten Staaten 2018 eine Mehrheit im Repräsentantenhaus. 2020 gewannen die Republikaner zwar 12 Sitze von den Demokraten zurück, doch die Demokraten besaßen mit Stand Oktober 2022 noch eine Mehrheit von 220 zu 212 Sitzen (zwei demokratische und ein republikanischer Sitz waren bis zur Hauptwahl im November unbesetzt).
Im Vorfeld der Wahlen gab es bereits 14 Sonderwahlen, die aufgrund von Todesfällen oder Rücktritten von Amtsinhabern notwendig wurden. Dabei kam es meist zu keinen Verschiebungen bei den Parteistärken, da die Partei der Amtsinhaber jeweils die Nachwahl gewinnen konnte. Bei einer Sonderwahl in Texas Mitte Juni 2022 konnte sich jedoch die Republikanerin Mayra Flores in einem bisher von den Demokraten gehaltenen Wahlbezirk durchsetzen. Bei einer weiteren Sonderwahl in Nebraska am 28. Juni 2022 konnte die Demokratin Patty Pansing Brooks einen Achtungserfolg einfahren: zwar konnte sie den stark republikanischen Bezirk am Ende nicht gewinnen, der Republikaner Mike Flood gewann die Sonderwahl aber mit nur 5 Prozent Vorsprung – üblicherweise waren im letzten Jahrzehnt in diesem Wahlbezirk Vorsprünge von mehr als 20 oder sogar 30 Prozent. Das gute Abschneiden der Demokratin wurde auch in Zusammenhang mit dem Gerichtsurteil des Obersten Gerichtshofs der Vereinigten Staaten zur Einschränkung des Abtreibungsrechts in den USA gebracht. Welche Auswirkungen das Urteil auf die Wahlen im November haben würde, war laut Experten aber noch unklar. Bis zur Wahl im November wurden noch vier weitere Sonderwahlen im August abgehalten. Unter diesen war auch die Wahl im Bundesstaat Alaska, bei der der Kongressbezirk den gesamten Bundesstaat beinhaltet („at-large district“) und bei der die ehemalige Kandidatin zur US-Vizepräsidentin 2008, Sarah Palin, antrat. Palin wurde gleich nach Ankündigung ihrer Kandidatur vom ehemaligen republikanischen Präsidenten Donald Trump unterstützt. Die Nachwahl, die auf Bundesstaaten-Ebene abgehalten wurde, galt daher als Indikator für Trumps Macht innerhalb der republikanischen Partei, sowie für die Hauptwahl im November – ebenso wie die Sonderwahl zum 19. Kongressbezirk von New York am 23. August 2022, der von den Demokraten gehalten wurde, aber Umfragen zufolge zu den Republikanern tendiert hatte. Die beiden weiteren Sitze in Minnesota und New York, in denen Sonderwahlen abgehalten wurden, wurden von den Republikanern gehalten und galten eigentlich als ungefährdet für einen Parteiwechsel. Die Sonderwahl in Alaska konnte überraschend die Demokratin Mary Peltola mit 51,5 Prozent gegen Sarah Palin mit 48,5 Prozent der Stimmen gewinnen. Die Sonderwahl in NY-19 konnte der Demokrat Pat Ryan gewinnen, obwohl der Republikaner Marc Molinaro in allen Umfragen vorne lag. Dementsprechend war auch dieses Ergebnis politischen Experten zufolge überraschend, obwohl der Sitz schon zuvor von den Demokraten gehalten wurde. Die weiteren Sonderwahlen in MN-01 und NY-23 brachten keine Parteiwechsel, allerdings waren die Ergebnisse in diesen stark republikanischen Bezirken sehr knapp. Die republikanischen Kandidaten konnten nur mit 4 bzw. 6 Prozent Vorsprung gewinnen, statt den üblichen 15 Prozent Vorsprung.
Drei Sitze im Repräsentantenhaus blieben bis zur Hauptwahl am 8. November unbesetzt („vacant“): der Sitz der Republikanerin Jackie Walorski aus Indiana, die im August bei einem Autounfall starb, der Sitz des Demokraten Charlie Crist aus Florida, der mit Ende August zurückgetreten ist, um sich auf seine Kandidatur zum Gouverneur von Florida zu konzentrieren und der Sitz des Demokraten Ted Deutch aus Florida, der CEO des American Jewish Committee wurde.
Da bei Halbzeitwahlen für gewöhnlich die Partei des amtierenden Präsidenten verliert, rechneten viele Beobachter mit einer demokratischen Niederlage. Aufgrund des Urteils des Obersten Gerichtshofs zu Schwangerschaftsabbrüchen hatten sich die Umfragen mit Stand Ende August aber zugunsten der Demokraten geändert, deren Wähler durch das Urteil motivierter waren. Lagen die Republikaner in den Umfragen zum Repräsentantenhaus im Frühjahr noch 5 Prozent vorne, war das Rennen im Sommer weitgehend ausgeglichen. Seit Mitte Oktober konnten die Republikaner allerdings wieder zulegen und lagen in Umfragen wieder 3–5 Prozent vor den Demokraten. Politische Experten führten dies auf die hohe Inflation bzw. Lebenshaltungskosten und die Unzufriedenheit mit Präsident Biden zurück, die vor den Wahlen die Abtreibungsthematik erneut überlagerte.

## Nicht erneut kandidierende Abgeordnete
Folgende Abgeordnete verzichteten auf eine erneute Kandidatur:
Demokraten
1. Arizona-2: Ann Kirkpatrick
2. Colorado-7: Ed Perlmutter
3. Florida-7: Stephanie Murphy
4. Florida-10: Val Demings – kandidiert für den US-Senat
5. Florida-13: Charlie Crist – kandidiert für das Gouverneursamt in Florida
6. Florida-22: Ted Deutch
7. Hawaii-2: Kai Kahele – kandidiert für das Gouverneursamt von Hawaii
8. Illinois-1: Bobby L. Rush
9. Illinois-17: Cheri Bustos
10. Kalifornien-9: Jerry McNerney
11. Kalifornien-14: Jackie Speier
12. Kalifornien-37: Karen Bass – kandidiert für das Amt des Bürgermeisters von Los Angeles
13. Kalifornien-40: Lucille Roybal-Allard
14. Kalifornien-47: Alan Lowenthal
15. Kentucky-3: John Yarmuth
16. Maryland-4: Anthony G. Brown – kandidiert für das Amt des Justizministers von Maryland
17. Michigan-14: Brenda Lawrence
18. New Jersey-8: Albio Sires
19. New York-3: Thomas Suozzi – kandidiert für das Gouverneursamt von New York
20. New York-4: Kathleen Rice
21. New York-19: Antonio Delgado – kandidiert für das Vize-Gouverneursamt von New York
22. North Carolina-1: G. K. Butterfield
23. North Carolina-4: David Price
24. Ohio-13: Tim Ryan – kandidiert für den US-Senat
25. Oregon-4: Peter DeFazio
26. Pennsylvania-17: Conor Lamb – kandidiert für den US-Senat
27. Pennsylvania-18: Mike Doyle
28. Rhode Island-2: James Langevin
29. Tennessee-5: Jim Cooper
30. Texas 30: Eddie Bernice Johnson
31. Vermont-A/L: Peter Welch – kandidiert für den US-Senat
32. Wisconsin-3: Ron Kind

Republikaner
1. Alabama-5: Mo Brooks – kandidiert für den US-Senat
2. Georgia-10: Jody Hice – kandidiert für das Amt des Secretary of State von Georgia
3. Illinois-16: Adam Kinzinger
4. Kalifornien-22: Connie Conway
5. Indiana-9: Trey Hollingsworth
6. Michigan-6: Fred Upton
7. Missouri-4: Vicky Hartzler – kandidiert für den US-Senat
8. Missouri-7: Billy Long – kandidiert für den US-Senat
9. New York-1: Lee Zeldin – kandidiert für das Gouverneursamt von New York
10. New York-23: Joe Sempolinski
11. New York-24: John Katko
12. New York-27: Chris Jacobs
13. North Carolina-13: Ted Budd – kandidiert für den US-Senat
14. Ohio-7: Bob Gibbs
15. Ohio-16: Anthony Gonzalez
16. Oklahoma-2: Markwayne Mullin – kandidiert für den US-Senat
17. Pennsylvania-12: Fred Keller
18. Texas-1: Louie Gohmert – kandidiert für das Amt des Justizministers von Texas
19. Texas-3: Van Taylor
20. Texas-8: Kevin Brady

## In Vorwahlen besiegte Abgeordnete
Folgende Abgeordnete wurden in den parteiinternen Vorwahlen von Parteikollegen besiegt und werden darum dem nächsten Repräsentantenhaus nicht mehr angehören:
Demokraten
- Georgia-7: Carolyn Bourdeaux (seit 2021)
- Illinois-6: Marie Newman (seit 2021)
- Michigan-11: Andy Levin (seit 2019)
- New York-10: Mondaire Jones (seit 2021)
- New York-12: Carolyn B. Maloney (seit 1993)
- Oregon-5: Kurt Schrader (seit 2009)

Republikaner
- Illinois-15: Rodney Davis (seit 2013)
- Michigan-3: Peter Meijer (seit 2021)
- Mississippi-4: Steven Palazzo (seit 2011)
- North Carolina-11: Madison Cawthorn (seit 2021)
- South-Carolina 7: Tom Rice (seit 2013)
- Washington-3: Jaime Herrera Beutler (seit 2011)
- West Virginia-2: David McKinley (seit 2011)
- Wyoming-A/L: Liz Cheney (seit 2017)

## Kampfmandate
In folgenden Wahlkreisen kandidieren auf Grund der durch die Volkszählung notwendig gewordenen Neuziehungen der Grenzen der Wahlkreise zwei amtierende Abgeordnete:
1. Florida-2: Neal Dunn (R) gegen Al Lawson (D)
2. Georgia-7: Carolyn Bourdeaux (D) gegen Lucy McBath (D)
3. Illinois-6: Sean Casten (D) gegen Marie Newman (D)
4. Illinois-15: Rodney L. Davis (R) gegen Mary E. Miller (R)
5. Michigan-11: Andy Levin (D) gegen Haley Stevens (D)
6. New York-12: Carolyn B. Maloney (D) gegen Jerry Nadler (D)
7. New York-17: Mondaire Jones (D) gegen Sean Patrick Maloney (D)
8. Texas-36: Mayra Flores (R) gegen Vicente Gonzalez (D)
9. West Virginia-2: David McKinley (R) gegen Alex Mooney (R)

## Primaries
An folgenden Tagen fanden die Vorwahlen statt:
- 1. März: Texas
- 3. Mai: Indiana, Ohio
- 10. Mai: Nebraska, West Virginia
- 17. Mai: Idaho, Kentucky, North Carolina, Oregon, Pennsylvania
- 24. Mai: Alabama, Arkansas, Georgia
- 7. Juni: Iowa, Kalifornien, Mississippi, Montana, New Jersey, New Mexico, South Dakota
- 14. Juni: Maine, Nevada, North Dakota, South Carolina
- 21. Juni: Virginia
- 28. Juni: Colorado, Illinois, New York, Oklahoma, Utah
- 19. Juli: Maryland
- 2. August: Arizona, Kansas, Michigan, Missouri, Washington
- 4. August: Tennessee
- 9. August: Connecticut, Minnesota, Vermont, Wisconsin
- 13. August: Hawaii
- 16. August: Alaska, Wyoming
- 23. August: Florida
- 6. September: Massachusetts
- 13. September: Delaware, New Hampshire, Rhode Island

Louisiana kennt keine Vorwahlen; die Wahl fand am regulären Wahltag, dem 8. November 2022, statt.

## Umfragen und Prognosen
| Institut                | Demokraten | Republikaner | Offen |
| ----------------------- | ---------- | ------------ | ----- |
| Cook                    | 192        | 212          | 31    |
| DDHQ                    | 207        | 228          | 0     |
| FiveThirtyEight         | 210        | 225          | 0     |
| Fox News                | 187        | 220          | 28    |
| Inside                  | 204        | 211          | 20    |
| Politico                | 195        | 212          | 28    |
| Race to the White House | 197        | 210          | 27    |
| RCP                     | 184        | 218          | 33    |
| Sabato                  | 187        | 215          | 33    |

## Ergebnis
| Parteien | Parteien     | Sitze | Sitze | Sitze | Sitze   | Stimmen    | Stimmen | Stimmen |
| -------- | ------------ | ----- | ----- | ----- | ------- | ---------- | ------- | ------- |
| Parteien | Parteien     | 2020  | 2022  | +/−   | Stärke  | Stimmen    | %       |         |
|          | Republikaner | 213   | 222   | +9    | 51,0 %  | 54.227.992 | 50,0 %  |         |
|          | Demokraten   | 222   | 213   | −9    | 49,0 %  | 51.280.463 | 47,2 %  |         |
| Gesamt   | Gesamt       | 435   | 435   | 0     | 100,0 % |            |         |         |